# John MacQuarie Antill
John MacQuarie Antill, avstralski generalmajor, * 26. januar 1866, Jarvisfield, Novi južni Wales, † 1. marec 1937, Sydney.
John je obiskoval Sydneyjsko osnovno šolo, v vojsko pa je vstopil leta 1887. Dve leti kasneje je sestavil prvo enoto pehotne konjenice, katere poveljnik je postal s činom stotnika takoj, ko je le-ta postala del pehotno-konjeniškega polka Novega južnega Walesa. 
Prva vojna, ki se je je udeležil Antill z britansko vojsko je bila vojna v Indiji, kamor je bil kot del 1. bataljona devonshirskega polka in kasneje 2. bataljona dragoncev poslan leta 1893. Iz vojne se je vrnil leta 1894 in postal stotnik v regularnih oboroženih silah Avstralije.
Leta 1899 je napredoval v čin majorja in se za kratko udeležil druge burske vojne. Po vrnitvi je napredoval v čin podpolkovnika in bil med letoma 1904 in 1906 pomočnik generalnega guvernerja. Leta 1906 se je upokojil, leta 1911 pa se je ponovno reaktiviral in postal poveljnik inštruktorjev poveljniške šole.

## Prva svetovna vojna
Oktobra 1914 je Antill napredoval v brigadnega majorja in s tretjo lahko konjeniško brigado odplul proti Egiptu, kjer je ostal do leta 1915, ko je bil z enotami ANZAC poslan v Galipoli kot začasni poveljnik brigade. Tam je v bitki pri Neku, kjer je postal znan po tem, da je zavrnil prošnjo poveljnika 10. lahke konjeniške brigade o ustavitvi tretjega napada na mesto. Kasneje je napredoval v polkovnika in začasnega brigadirja. S svojo brigado je bil leta 1916 zadolžen za obrambo Sueškega kanala, kmalu za tem pa je bil s svojo enoto spet poslan v boj, tokrat naj bi sodelovali v bitki pri Romani. Tja je enota sicer prispela prepozno, da bi posegla v boj, je pa sodelovala v bitki pri Bir el Abdu 5. avgusta 1916.
Nekaj dni po bitki je bil Antill premeščen na zahodno fronto, kjer je prevzel poveljstvo nad 2. pehotno brigado. Kmalu po prevzemu poveljstva je zbolel in bil evakuiran v Anglijo, od koder se je v Francijo vrnil 20. marca 1917. Dobil je poveljstvo nad novoustanovljeno 16. pehotno brigado, ki je bila del prav tako na novo formirane 6. divizije. Zaradi slabega zdravja je bil razrešen dolžnosti in se je septembra 1917 vrnil v Avstralijo, kjer so ga decembra upokojili.

## Povojna leta
Že leta 1918 je postal poveljnik petega vojaškega območja (Južne Avstralije), med leta 1921 in 1922 pa je bil glavni inštruktor v vadbenem centru Liverpoolu (Novi južni Wales). 26. januarja 1924 so ga s častnim činom generalmajorja dokončno upokojili.
1. marca 1937 je umrl za rakom. 